# Marielle Franco
Marielle Francisco da Silva (Río de Janeiro, 27 de julio de 1979 - Río de Janeiro, 14 de marzo de 2018), conocida como Marielle Franco fue una socióloga, feminista, política y activista brasileña. Fue militante de los derechos humanos, y concretamente de los derechos de las mujeres negras en Brasil, priorizando el empoderamiento de aquellas mujeres negras que viven en las favelas. En este sentido, Marielle se definía como «mujer feminista, negra e hija de la favela».
Militante del PSOL, fue elegida concejala en la Cámara Municipal de la ciudad de Río de Janeiro. Crítica de la intervención federal en Río de Janeiro, el día 10 de marzo de 2018 había denunciado a policías del 41.º Batallón de Policía Militar por abusos de autoridad contra los habitantes de la favela de Acari. Un día antes de ser asesinada (13 de marzo), se preguntaba en la red social Twitter —en uno de sus últimos tuits— a propósito de la muerte de un joven (Matheus Melo): «¿Cuántos más deben morir para que acabe esta guerra?».

## Biografía
Graduada en Ciencias Sociales por la PUC-Río, Marielle era magíster en Administración Pública por la Universidad Federal Fluminense (UFF). Su militancia en la defensa de los derechos humanos y contra acciones violentas en la favela fue impulsada después de la muerte de una amiga, víctima de bala perdida, durante un tiroteo que involucró a policías y traficantes de drogas en el Complejo de la Marea, barrio donde Marielle nació y vivió.
En 2006 integró el equipo de campaña que eligió a Marcelo Freixo para la Asamblea Legislativa. Con la elección de Freixo, fue nombrada asesora parlamentaria del diputado. Años después asumió la coordinación de la Comisión de Defensa de los Derechos Humanos y Ciudadanía de la Asamblea Legislativa de Río de Janeiro.
En su primera presentación electoral, en 2016, fue elegida concejala en la capital fluminense por la coalición Cambiar es posible, formada por el PSOL y por el PCB. Obtuvo más de 46 000 votos y fue la quinta candidata más votada en la ciudad.

## Muerte
Franco fue asesinada de cuatro tiros en la cabeza alrededor de las 21:30 del 14 de marzo de 2018; también fue asesinado Anderson Pedro Mathias Gomes, conductor del vehículo en que la concejal se encontraba. La principal línea de investigación de las autoridades competentes es que su asesinato se trató de una ejecución, aunque no descarta otros motivos potenciales. Sin embargo, cabe resaltar que, según investigaciones sobre la dirección de los tiros y sobre el hecho de haber otro coche dando posible cobertura a los tiradores, la hipótesis de un crimen premeditado se fortalece. En consonancia con Human Rights Watch, el asesinato de Franco se relacionó a la "impunidad existente en Río de Janeiro" y al «sistema de seguridad quebrado» en el estado. Después de ser velada en el Ayuntamiento carioca, con la presencia de miles de personas, el cuerpo de Franco fue enterrado el 15 de marzo, en el Cementerio San Francisco Xavier.
Un día después del fallecimiento de Marielle, alrededor de 50.000 personas se manifestaron en Río de Janeiro y otras 30.000 en São Paulo. Mientras que en la plaza de Union Square de Nueva York, el 16 de marzo, más de cien personas se concentraron para protestar y reclamar justicia por la muerte de la referente de los derechos humanos.
El 19 de marzo de 2018, miles de personas se manifestaron contra el asesinato de Marielle, en la favela de Maré, donde se crio la activista. Alrededor de 3.000 personas, recorrieron el barrio, uno de los más violentos de Río de Janeiro, para pedir el esclarecimiento del asesinato de la dirigente.
En agosto de 2018, la policía comenzó a investigar la posible implicación de la milicia denominada Oficina del Crimen en el caso. El 12 de marzo de 2019, la Policía Civil detuvo a un expolicía militar y a un policía militar retirado acusados de asesinar a la concejal y a su conductor. Según la Policía, el policía retirado Ronnie Lessa disparó contra el concejal y el exmilitar Élcio Vieira de Queiroz conducía el coche que perseguía a Marielle.
En 2021 el exgobernador de Río de Janeiro, Wilson Witzel, vinculó el asesinato de Marielle a la familia del presidente de Brasil, Jair Bolsonaro.
El 28 de julio de 2021, el miliciano Almir Rogério Gomes da Silva fue detenido, acusado de ser el autor del asesinato de Marielle, según el testimonio de Júlia Lotufo, viuda de Adriano da Nóbrega.
El 23 de enero de 2024, el ex policía Ronnie Lessa, en un acuerdo de culpabilidad firmado con la Policía Federal para brindar detalles del crimen, señala a Domingos Brazão como autor intelectual del crimen.
El 24 de marzo de 2024, los hermanos Domingos Brazão y Chiquinho Brazão, junto con el jefe de policía Rivaldo Barbosa, fueron detenidos, acusados de haber ordenado los asesinatos, y el trío era objeto de órdenes de detención preventiva emitidas por el ministro Alexandre de Moraes en el alcance de la Operación Asesinato, Inc., lanzada por la Procuraduría General de la República (PGR), el Ministerio Público del Estado de Río de Janeiro (MPRJ) y la Policía Federal (PF). Domingos es asesor del Tribunal de Cuentas del Estado (TCE-RJ); Chiquinho es diputado federal por União Brasil; Rivaldo era jefe de la Policía Civil del Estado de Río de Janeiro en el momento del ataque y hoy se desempeña como coordinador de Comunicaciones y Operaciones Policiales de la institución.
El 31 de octubre de 2024, un tribunal brasileño condena a dos expolicías militares a 59 y 78 años de prisión, respectivamente, por el asesinato de Marielle Franco en 2018.

## Vida personal

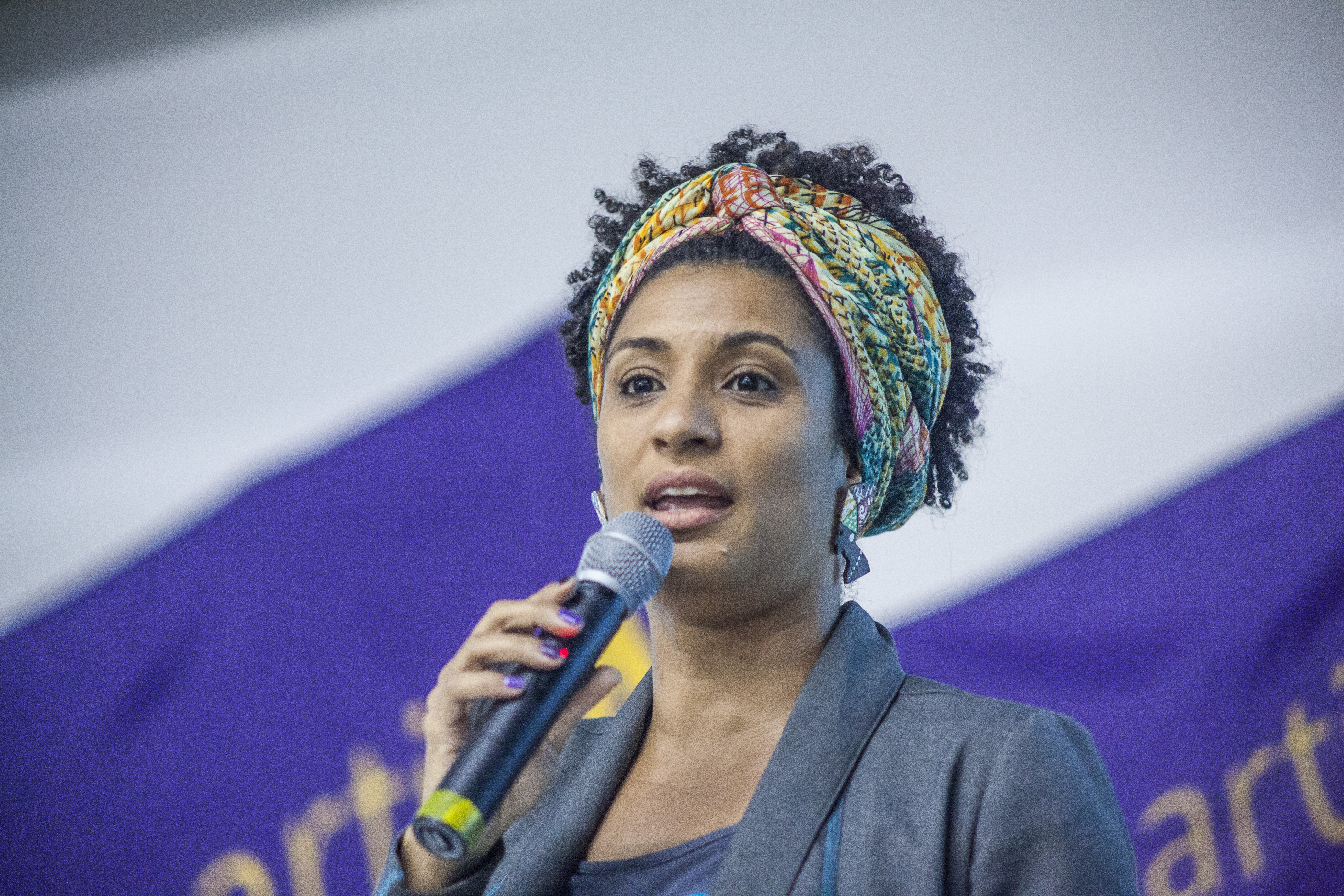
Marielle Franco en 2016.

Marielle tenía una hija, Luyara Santos, que en el momento de su asesinato tenía 19 años. Desde hacía doce años mantenía una relación con la arquitecta y activista Monica Tereza Benicio, quien tras el asesinato denunció haber sido víctima de amenazas. En agosto de 2018 pidió «protección» a las autoridades nacionales e internacionales.
Desde el asesinato de su pareja, abrazó la lucha en busca de justicia y continuó con el legado de Franco en defensa de los Derechos Humanos. «Llevo el pedido de justicia por Marielle por los países porque no puedo confiar en el mío», dijo en una entrevista.
En 2021, Benício fue electa vereadora de la Cámara Municipal de Río de Janeiro, por el PSOL, el mismo partido en el que militaba Franco.

## Legado
Cinco meses después de ser asesinada, el 14 agosto, la Cámara Municipal de la ciudad de Río de Janeiro aprobó cinco proyectos de ley que fueron impulsados por Franco. Los temas a los que se refieren son: programa nocturno de acogida infantil de criaturas cuyas personas responsables trabajan o estudian, instauración del Día de la Mujer Negra, campaña para sensibilización sobre el acoso y la violencia sexual en espacios públicos y transporte colectivo, dossier Mujer Carioca (políticas públicas en las áreas de salud, asistencia social y derechos humanos), y cumplimiento de medidas judiciales para adolescentes en régimen abierto de libertad asistida o prestación de servicios a la comunidad.